# روزا رودريغيز
روزا رودريغيز (بالإسبانية: Rosa Rodríguez) هي رامية مطرقة فنزويلية، ولدت في 2 يوليو 1986 في أكاريغوا ‏ في فنزويلا.

## وصلات خارجية
- روزا رودريغيز على موقع الاتحاد الدولي لألعاب القوى (الإنجليزية)
- روزا رودريغيز على موقع أوليمبيديا (الإنجليزية)